# Вилем Баренц
Вижте пояснителната страница за други личности с името Баренц.
Вилем Баренц (на нидерландски: Willem Barentsz) е холандски мореплавател, картограф, изследовател на Арктика.
Има значителен принос в откриването на Северния морски път (между Северна Европа и Северна Азия). На него е наречено Баренцово море, където загива с част от екипажа си.

## Произход и научна дейност (ок. 1550 – 1594)
Роден е около 1550 година на остров Тершелинг в Седемнадесетте провинции (днес в Нидерландия). „Barentsz“ не му е фамилията, а по-скоро неговото бащино име, съкратено от Barentszoon, „син на Барент“.
Той е търговец и учен, занимаващ се най-вече с картография. Изследва районите на Испания и Средиземно море, пътувайки лично по тези места и в резултат публикува съвместно с Петер Планций (нидерл. Pieter Platevoet) атлас на Средиземноморието.

## Експедиционна дейност (1594 – 1597)

### Първа експедиция (юни – септември 1594)
Според първоначалните убеждения на Баренц, Северният морски път е относително лесно откриваем и проходим, поради предполаганото от него ежегодно и пълно разтопяване на ледовете в периода на полярния ден. Във връзка с това той се включва в пътешествие, целящо да проучи този маршрут.
През 1594 г. от Амстердам тръгва експедиция с 4 кораба. Командирите на 2 от тях са съответно Корнелиус Корнелисзон Най и Брант Исбрантсзон Тетгалес, а останалите са под командата на Баренц. Близо до устието на река Кола Най и Тетгалес корабите му се отделят от флотилията, продължават на изток, преминават през протока Югорски Шар и достигат до западния бряг на п-ов Ямал на около 71° с.ш. Целта на изследователите е да бъде открит морски път до Азия от Север.
Баренц повежда своите 2 кораба на североизток с намерение да заобиколи от север архипелага Нова земя. На 10 юли 1594 г. достига до западното крайбрежие на Северния остров на Нова земя, след което поема на север до 77º 15` с.ш. Открива п-ов Адмиралтейство (75º с.ш., тогава остров), нос Карлсен (на 29 юли 1594 г. – 77º с.ш.) и Оранските о-ви (на 1 август 1594 г.), близо до носа, но преди да достигне най-северната точка на архипелага, е принуден да се върне поради непроходими ледове. Пътувайки на юг, той достига пролива Костин Шар, южно от който намира останки от вероятен опит за руско заселване в района, включително разрушена ладия, 3 колиби, чували с брашно и няколко гроба. При остров Матвеев (69° 28` с.ш.) флотилията се съединява и през септември се завръща в Холандия.

### Втора експедиция (юни – ноември 1595)
През следващата година започва нова експедиция със 7 кораба, като Баренц е назначен за главен щурман на флотилията и за капитан на един от корабите. Холандците правят неуспешен опит да преминат между крайбрежието на континента и остров Вайгач, през протока Югорски Шар, но достигат до него твърде късно, когато той вече е почти напълно замръзнал.

### Трета експедиция (16 май 1596 – юни 1597)
Правителството на Нидерландия отпуска висока премия за този, който успее да открие Североизточния проход. Амстердамският сенат окомплектова 2 кораба с командири Якоб Гемскерк и Ян Рейп. Баренц е назначен за щурман на кораба на Гемскерк. Отчитайки неуспеха от предишната година, експедицията започва още през пролетта – на 16 май 1596 г. На 9 юни, на 74°26′ с. ш. 19°00′ и. д. / 74.433333° с. ш. 19° и. д., е открит Мечия остров (178 km²) и след като пребивават там 4 дни, холандците се насочват на север. На 19 юни 1596 г., на 80º с.ш., е открит част от западния бряг на остров Западен Шпицберген, а след това експедицията проследява крайбрежието на острова на юг. По пътя са открити Вуд фиорд (21 юни, 79º 30` с.ш.), Лифде фиорд (23 юни 1596 г., 79º 37` с.ш.), протока Форлансунет (78º 35` с.ш.) и остров Земя Принц Карл (78º 40` с.ш.), като е проследен целият му западен бряг.
На 1 юли 1596 г. корабите се връщат до Мечия остров и там започват разногласия между капитаните. Баренц настоява Североизточният проход да се търси на изток от Шпицберген, Гемскерк се съгласява с неговото мнение и корабите се разделят. Рейп, след неуспешен опит да проникне на север от Шпицберген, се завръща в Холандия.
Баренц и Гемскерк вземат курс на Изток. На 17 юли 1596 г., на 73º 20` с.ш., достигат до западното крайбрежие на Нова земя и поемат в северна посока. На 19 август 1596 г. заобикалят най-северната точка на Нова земя и навлизат в Карско море. Опасявайки се от гибел сред ледовете, експедицията се установява на брега на открития на 26 август Леден залив (76°20′ с. ш. 68°30′ и. д. / 76.333333° с. ш. 68.5° и. д.) и 17-те оцелели към този момент холандци се подготвят за презимуване. През зимата на 1596 – 1597 г. всичките моряци, включително Баренц, заболяват от скорбут и двама от тях умират. След като не успяват да освободят кораба от ледовете, през юни 1597 г. екипажът потегля с 2 лодки на юг покрай западния бряг на Нова земя. На 20 юни 1597 г. Баренц умира и тялото му е спуснато в морето, което от 1853 г., по предложение на немския географ Аугуст Петерман, е наречено Баренцово море. На 28 юли останалите живи холандци достигат до южния бряг на Нова земя, където се срещат с руски рибари, които ги запасяват с провизии. С големи усилия на 2 септември 1597 г. двете лодки се добират до устието на река Кола, където заварват 3 холандски кораба под командването на Ян Рейп, който същото лято е плавал до Архангелск. На 1 ноември останалите 12 живи спътници на Баренц се прибират в Амстердам.

## Наследство
Неговото име носят:
- Баренц – връх в северната част на остров Земя Принц Карл в архипелага Шпицберген;
- Баренцово море – море в Северния ледовит океан;
- Баренц – нос (79°55′ с. ш. 51°29′ и. д. / 79.916667° с. ш. 51.483333° и. д.), най-източната точка на остров Нортбрук в архипелага Земя на Франц Йосиф;
- Баренц – остров (78°25′ с. ш. 21°27′ и. д. / 78.416667° с. ш. 21.45° и. д.) в югоизточната част на архипелага Шпицберген;
- Баренц – о-ви (76°17′ с. ш. 61°15′ и. д. / 76.283333° с. ш. 61.25° и. д.) край западното крайбрежие на Северния остров на Нова земя;
- Баренц – проток между островите Фуглесанген и Кловнинген в архипелага Шпицберген;
- Баренцбург – селище (78°04′ с. ш. 14°13′ и. д. / 78.066667° с. ш. 14.216667° и. д.) на архипелага Шпицберген;
- Вилем – остров край западното крайбрежие на Северния остров на Нова земя;